# 国際連合安全保障理事会決議1121
国際連合安全保障理事会決議1121（こくさいれんごうあんぜんほしょうりじかいけつぎ1121 英: United Nations Security Council Resolution 1121）は、1997年7月2日に国際連合安全保障理事会において全会一致で採択された決議。国際平和と安全保障の維持が国際連合の主要な目的であることを想起した上で、国際連合安全保障理事会は、第2代国際連合事務総長を務めたダグ・ハマーショルドの名を冠したダグ・ハマーショルド記章を制定し、国際連合平和維持活動中に殉職した要員に対して授与した。
国際連合安全保障理事会は、1988年に国際連合平和維持軍がノーベル平和賞を受賞したことを想起した。これまでの国際連合平和維持活動において、85か国に渡る1500名の要員が殉職しており、ダグ・ハマーショルド記章が要員の犠牲のもとにおける賛辞として奉仕されることを認識した。さらに国際連合安全保障理事会は国際連合のアナン事務総長に対し、ダグ・ハマーショルド記章における授与の基準と手続きの確立を、さらに世界各国においてはダグ・ハマーショルド記章の授与への協力を要求した。